# NGC 6270
NGC 6270 (другое обозначение — PGC 95562) — линзообразная галактика (S0) в созвездии Геркулес.
Этот объект входит в число перечисленных в оригинальной редакции «Нового общего каталога».